# Linia kolejowa nr 451
Linia kolejowa nr 451 – obecnie nieczynna linia kolejowa w gminie Białowieża o długości ok. 2 km, łącząca leżącą na uboczu stację Białowieża Towarowa z położoną w centrum wsi dawną stacją Białowieża Pałac.
Zbudowano ją na początku XX w. wraz ze stacją Białowieża Towarowa, jako linię łączącą stację główną Białowieżę Pałac, która była zbytnio obciążona ruchem, z wybudowaną później Białowieżą Towarową. Z linii korzystano przez ponad 100 lat do 1993 r., kiedy to zamknięto linię do Hajnówki oraz jako następstwo ten krótki 2 km odcinek.
W 2008 r. miłośnicy kolei uzyskali pozwolenie na użytkowanie tej linii. Organizowane są przejazdy drezyną. Kursuje tu Puszczańska Kolej Drezynowa.

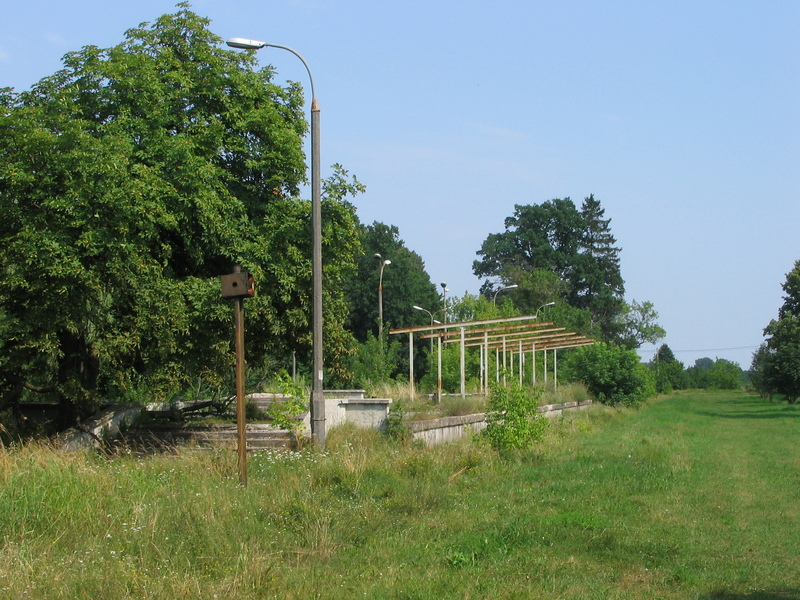
nieczynna stacja Białowieża Pałac
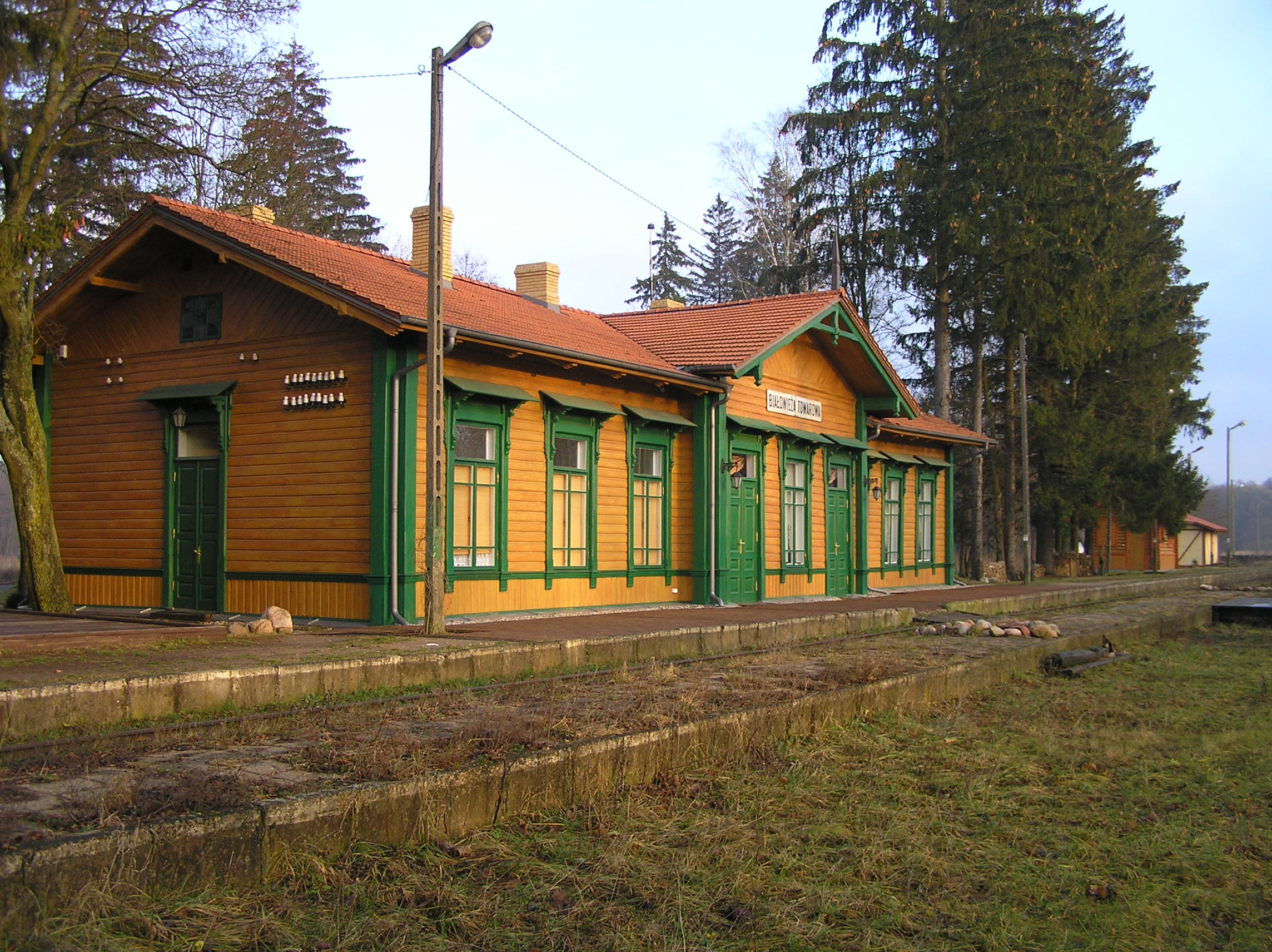
nieczynna stacja Białowieża Towarowa
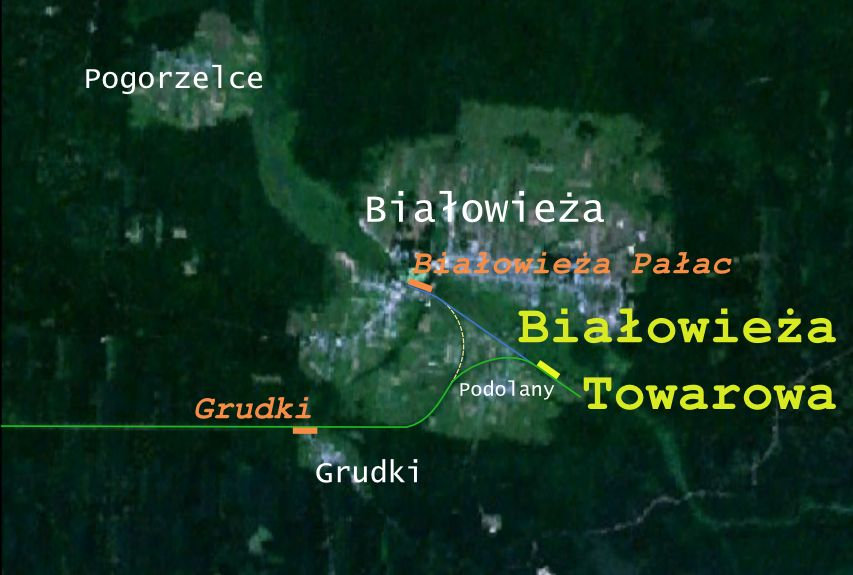
zdjęcie satelitarne Polany Białowieskiej – linia nr 451 zaznaczona kolorem niebieskim